# 温井常陸介
温井 常陸介（ぬくい ひたちのすけ）は、戦国時代の武将。甲斐武田氏家臣。

## 経歴・人物
武田信勝の守役を務める。また、武田勝頼の側近として獅子朱印状の申次や勝頼書状の副書状の発給などを担当し権威を揮った。のち天正10年（1582年）の甲州征伐にて武田方に従い、田野の地で討死した。